# ANIMEX 1300 Song Collection
「ANIMEX 1300 Song Collection 」（アニメックス せんさんびゃく ソング・コレクション）は、2005年4月27日からコロムビアミュージックエンタテインメント（現・日本コロムビア）で発売されたコンピレーション・アルバム。

## 概要
2005年4月27日にNo.1からNo.10が、2006年9月20日にNo.11からNo.30がそれぞれ5000枚限定でリリースされた。No.1からNo.10ではオープニングテーマとエンディングテーマ、挿入歌やイメージソングを収録しており、以前発売されたLPレコードやカセットテープ、CDアルバムの収録内容をそのまま引き継いでいる。CDジャケットにはLPレコード等の発売された当時のイラストが印刷されているが、中身は当時のものではなく、歌詞や番組・レコードのデータ、編者の簡単なコメントのみの掲載となっている。No.11からNo.30ではドラゴンボールZ ヒット曲集の全18枚を復刻しており、それに加え2枚が新しくリリースされた。それはこちらの項に詳しいため、ここではNo.1からNo.10までを説明する。

## リリース一覧

### No.1：ジャングル大帝 ヒット・パレード
作曲・編曲：冨田勲
1. ジャングル大帝 [2:12]
歌：三浦弘、コロムビア女声合唱団
作詞：石郷岡豪
2. 砂漠の風 [3:16]
演奏：コロムビア・ポップス・オーケストラ、歌：コロムビア合唱団
作詞：保富康午
3. フンワカワーマーチ [2:31]
歌：中山千夏、コロムビア合唱団
作詞：山本暎一
4. ジャングル工事 [1:43]
歌：弘田三枝子、コロムビア合唱団、コロムビアゆりかご会
作詞：山本暎一
5. 星になったママ [1:39]
歌：真理ヨシコ、コロムビア合唱団
作詞：山本暎一
6. ふくろうの子守歌 [3:12]
歌：ボーカル・ショップ、コロムビア合唱団、コロムビアゆりかご会
作詞：山本暎一
7. ブラックフォア（4ひきの黒ひょう） [2:28]
歌：ボーカル・ショップ
作詞：山本暎一
8. アイウエオマンボ [2:17]
歌：弘田三枝子、コロムビア合唱団、コロムビアゆりかご会
作詞：山本暎一
9. ライヤのうた [2:34]
歌：真理ヨシコ、コロムビア女声合唱団
作詞：石郷岡豪
10. サル忍者 [1:31]
歌：熊倉一雄、コロムビア合唱団
作詞：永島慎二
11. 3びきの死神 [1:26]
歌：世良明芳、コロムビア合唱団
作詞：山本暎一
12. たまごの赤ちゃん [2:50]
歌：弘田三枝子、コロムビア合唱団
作詞：山本暎一
13. ディックとボウ [1:23]
歌：川久保潔、熊倉一雄、コロムビア合唱団
作詞：山本暎一
14. ぼくに力をおとうさん [3:00]
歌：弘田三枝子、ナレーション：太田淑子
作詞：山本暎一
15. レオのうた [1:36]
歌：弘田三枝子、コロムビア女声合唱団
作詞：辻真先

### No.2：ラ・セーヌの星
作曲・編曲：菊池俊輔
1. ラ・セーヌの星 [2:58]
歌：アレーヌ、コロムビアゆりかご会
作詞：保富康午
2. パリの花売り娘 [2:51]
歌：アレーヌ、コロムビアゆりかご会
作詞：保富康午
3. 剣士のシャシャシャ [3:02]
歌：堀江美都子
作詞：中村忍
4. 泣くなシモーヌ [2:23]
歌：堀江美都子
作詞：紫座るぶる
5. 進めパリのために [3:16]
歌：堀江美都子、こおろぎ'73、コロムビアゆりかご会
作詞：中村忍
6. 私はシモーヌ [2:40]
歌：アレーヌ、コロムビアゆりかご会
作詞：保富康午
7. 愛のテーマ [2:17]
歌：堀江美都子
作詞：中村忍
8. 黒いチューリップ [2:23]
歌：水木一郎
作詞：保富康午
9. ダントンマーチ [2:14]
歌：コロムビアゆりかご会
作詞：中村忍
10. マリー・アントワネット [3:14]
歌：堀江美都子
作詞：紫座るぶる

### No.3：みんなで歌おう! みなしごハッチ
作曲・編曲：越部信義
1. みなしごハッチ
歌：嶋崎由理
作詞：丘灯至夫
2. ポルカで踊ろう
歌：栗葉子、サニーシンガーズ
作詞：丘灯至夫
3. 星になったママ
歌：栗葉子
作詞：丘灯至夫
4. 虫のチャチャチャ
歌：サニーシンガーズ
作詞：丘灯至夫
5. おやすみ坊や
歌：栗葉子、サニーシンガーズ
作詞：丘灯至夫
6. 別れのうた
歌：栗葉子
作詞：保富康午
7. ママをたずねて
歌：嶋崎由理
作詞：丘灯至夫
8. ハッチとママ
歌：栗葉子、円木紀久美、コロムビアゆりかご会
作詞：丘灯至夫
9. 虫の数えうた
歌：ハニーナイツ、コロムビアゆりかご会
作詞：丘灯至夫
10. 虫のマーチ
歌：ハニーナイツ、コロムビアゆりかご会
作詞：丘灯至夫
11. ひとりぼっちのハッチ
歌：サニーシンガーズ
作詞：丘灯至夫
12. 友だちのうた
歌：栗葉子
作詞：丘灯至夫

### No.4：いなかっぺ大将 ヒットアルバム わしは いなかっぺ大将だス!
作詞：石本美由起　作曲・編曲：市川昭介
1. 大ちゃん数え唄
歌：吉田よしみ
2. 大ちゃん大好きソング
歌：野沢雅子
3. だスだス小唄
歌：野沢雅子
4. 西一のイビリ節
歌：八代駿
5. ニャンコ先生のお説教ぶし
歌：愛川欽也
6. ずっこけブルース
歌：兵庫敬子
7. 大ちゃんの応援歌
歌：野沢雅子、ハニーナイツ
8. いなかっぺ大将
歌：吉田よしみ
9. 大ちゃんのアラ、エッサッサ
歌：ハニーナイツ
10. アイウエしり取り唄
歌：兵庫敬子
11. 大ちゃん便り
歌：野沢雅子
12. 大ちゃん音頭
歌：愛川欽也

### No.5：ぼくらのマジンガーZ
作曲・編曲：渡辺宙明
1. マジンガーZ
歌：水木一郎
作詞：東文彦
2. Zのテーマ
歌：水木一郎
作詞：小池一雄
3. ぼくらのマジンガーZ
歌：水木一郎、コロムビアゆりかご会
作詞：小池一雄
4. マジンガーわがマシン
歌：水木一郎
作詞：江口隆彦
5. 戦う兜甲児
歌：水木一郎
作詞：永井豪
6. 空飛ぶマジンガーZ
歌：水木一郎、コロムビアゆりかご会
作詞：高久進
7. マジンガー応援歌
歌：水木一郎、ザ・スウィンガーズ
作詞：中村しのぶ
8. ドクターヘルのテーマ
歌：ザ・スウィンガーズ
作詞：春日東
9. マジンガー親衛隊
歌：水木一郎、ザ・スウィンガーズ
作詞：浦川しのぶ
10. ジングジングマーチ
歌：コロムビアゆりかご会
作詞：中村しのぶ
11. さやかのテーマ
歌：小野木久美子
作詞：浦川しのぶ
12. わが友マジンガーZ
歌：水木一郎
作詞：土井信

### No.6：アタック! ゲッターロボ
作曲・編曲：菊池俊輔
1. ゲッターロボ!
歌：ささきいさお
作詞：永井豪
2. 合体! ゲッターロボ
歌：ささきいさお
作詞：和泉高志
3. ゲッターロボわが命
歌：ささきいさお
作詞：早乙女達人
4. 平和の使い
歌：コロムビアゆりかご会
作詞：高円寺博
5. 戦いははてしなく
歌：堀江美都子
作詞：伊賀井直人
6. アタック! ゲッターロボ
歌：ささきいさお
作詞：上原正三
7. ぼくらのゲッターロボ
歌：コロムビアゆりかご会
作詞：早乙女達人
8. いくぜ兄弟! ゲッターロボ
歌：ささきいさお
作詞：永井豪
9. 平和の戦士たち
歌：水木一郎
作詞：早乙女達人
10. カムオンゲッター1.2.3
歌：ささきいさお
作詞：中村しのぶ
11. 恐竜帝王の呪い
歌：日本合唱協会
作詞：永井豪
12. ミチルのテーマ
歌：堀江美都子
作詞：早乙女達人

### No.7：キャプテンハーロック
作詞：保富康午　7以外作曲：平尾昌晃　編曲：横山菁児
1. キャプテンハーロック
歌：水木一郎
2. さすらいの舟唄
歌：コロムビア男声合唱団
作詞：松本零士
3. わが友わが命
歌：水木一郎
4. 銀河子守唄
歌：水木一郎
5. ミーメのエレジー
歌：かおりくみこ
6. むかしむかし
歌：水木一郎
7. まゆのテーマ
演奏：コロムビア・オーケストラ
作曲：横山菁児
8. おれたちゃ宇宙の海賊さ スペースウルフ小唄
歌：コロムビア男声合唱団
9. 妹たちよ
歌：水木一郎
10. 女王ラフレシア
歌：コロムビア男声合唱団
11. われらの旅立ち
歌：水木一郎

### No.8：タイガーマスク二世
作詞：保富康午　作曲・編曲：菊池俊輔
1. タイガーマスク二世
歌：水木一郎、コロムビアゆりかご会
2. タイガー・コール
歌：こおろぎ'73、コロムビアゆりかご会
3. 男の戦い
歌：水木一郎
4. やさしい歌
歌：日高美子
5. 燃える闘魂 ～アントニオ猪木～
歌：MoJo
6. ぼくは知らない
歌：水木一郎
7. ぼくらのタイガーマスク
歌：水木一郎、コロムビアゆりかご会
8. リタ
歌：川島和子
9. 吠えろ! 虎
歌：水木一郎
10. あすなろ応援歌
歌：こおろぎ'73、高羽千尋、コロムビアゆりかご会
11. 小さな手
歌：かおりくみこ
12. いのちをかけて
歌：水木一郎、こおろぎ'73

### No.9：愛してナイト ヒット曲集 Yakko, I Love You
6以外作詞：藤公之介　9以外編曲：久石譲
1. 愛は突然
歌：堀江美都子
作曲：小田裕一郎
2. なぜなぜナゾナゾ
歌：平塚たかあき、こおろぎ'73
作曲：小田裕一郎
3. あなたの似顔絵
歌：堀江美都子
作曲：久石譲
4. ドーベルマンのように
歌：堀江美都子、こおろぎ'73
作曲：久石譲
5. 愛は光の中で
歌：堀江美都子、坂井紀雄
作曲：久石譲
6. Oh! Yeah! ジュリアーノ
歌：Woo
作詞：竹内真樹、補作詞：藤公之介
作曲：小田裕一郎
7. あなたが消えない
歌：堀江美都子
作曲：小田裕一郎
8. 雨のララバイ
歌：堀江美都子
作曲：久石譲
9. 純白のジューン・ブライド
歌：堀江美都子、平塚たかあき
作曲・編曲：田中公平
10. ぼくのジュリアーノ
歌：平塚たかあき
作曲：小田裕一郎

### No.10：メイプルタウン物語 ヒット曲集
作曲：小坂明子
1. メイプルタウン物語
歌：山野さと子
作詞：小坂明子
編曲：信田かずお
2. 憧れの場所
歌：山野さと子、小坂明子、濱田金吾
作詞：佐藤ありす
編曲：高田弘
3. スキップの歌
歌：岡本麻弥
作詞：小坂明子
編曲：信田かずお
4. キラキラの秘密
歌：山野さと子
作詞：佐藤ありす
編曲：高田弘
5. きまぐれボビー
歌：塩屋翼
作詞：小坂明子
編曲：高田弘
6. 元気です私!
歌：山野さと子、トップスター
作詞：佐藤ありす
編曲：高田弘
7. Great グレテル
歌：屋良有作
作詞：小坂明子
編曲：信田かずお
8. パティの日曜日
歌：山野さと子
作詞：小坂明子
編曲：信田かずお
9. おやすみなさい
歌：山野さと子、小坂明子、濱田金吾
作詞：小坂明子
編曲：信田かずお
10. ウェルカム メイプルタウン
歌：山野さと子、コロムビアゆりかご会
作詞：佐藤ありす
編曲：高田弘